# Галванично развързване
Галванично развързване (галванично разделяне) е предаване на енергия между електрически вериги без наличие на електрически контакт между тях. Галваничното разделяне се използва за предаване на сигнали, за безконтактно управление и най-вече за защита на апаратурата/оборудването и хората от поражение от електрически ток. В електротехниката и електроснабдяването се използва терминът „галванично разделяне“, а в слаботоковата техника – често терминът „галванично развързване“, непреведен от руски език (гальваническое развязывание), също в смисъл разделяне.
При липсата на галванично разделяне (развързване), максималният ток, протичащ във веригата, се ограничава единствено от големината на електрическото съпротивление, което в общия случай е относително малко. Като резултат е възможно протичането на изравняващ и други токове, способни да повредят или унищожат компоненти от веригата или да порази жив организъм, влязъл в контакт с електрическата верига. Устройството, осъществяващо разделянето, изкуствено ограничава предаването на енергия между разделяните вериги. Такова устройство може да бъде трансформатор (но не и автотрансформатор), оптрон и др. И при двете устройства електрическите вериги са разделени, но между тях е възможно предаването на енергия и/или сигнали.
Някои стандартни интерфейси за предаване на данни, като например токов кръг или MIDI, изискват задължително оптронно разделяне.